# Диплатиналантан
Диплатиналантан — бинарное неорганическое соединение, интерметаллид
платины и лантана
с формулой LaPt2,
кристаллы.

## Получение
- Сплавление стехиометрических количеств чистых веществ:

{\displaystyle {\mathsf {2Pt+La\ {\xrightarrow {2160^{o}C}}\ LaPt_{2}}}}

## Физические свойства
Диплатиналантан образует кристаллы
кубической сингонии,
пространственная группа F d3m,
параметры ячейки a = 0,7781 нм, Z = 8,
структура типа магнийдимеди Cu2Mg
.
Соединение конгруэнтно плавится при температуре ≈2160°С
или образуется по перитектической реакции при температуре 1487 °C.